# Antidorcas bondi
Antidorcas bondi, або спрингбок Бонда, є вимерлим видом антилоп, чиї скам'янілості були знайдені в Зімбабве та Південній Африці.

## Опис
Спочатку описаний як вид джейранів, було встановлено, що він пов’язаний із сучасним спрингбоком на основі морфології черепа. Завдяки своїм винятково гіпсодонтним зубам, а також ізотопним доказам, спрингбок Бонда вважається спеціалізованим пасовищем.
Спрингбок Бонда пережив плейстоцен у Південній Африці, виживаючи аж до 5000 року до нашої ери.